# Епархия Гурка

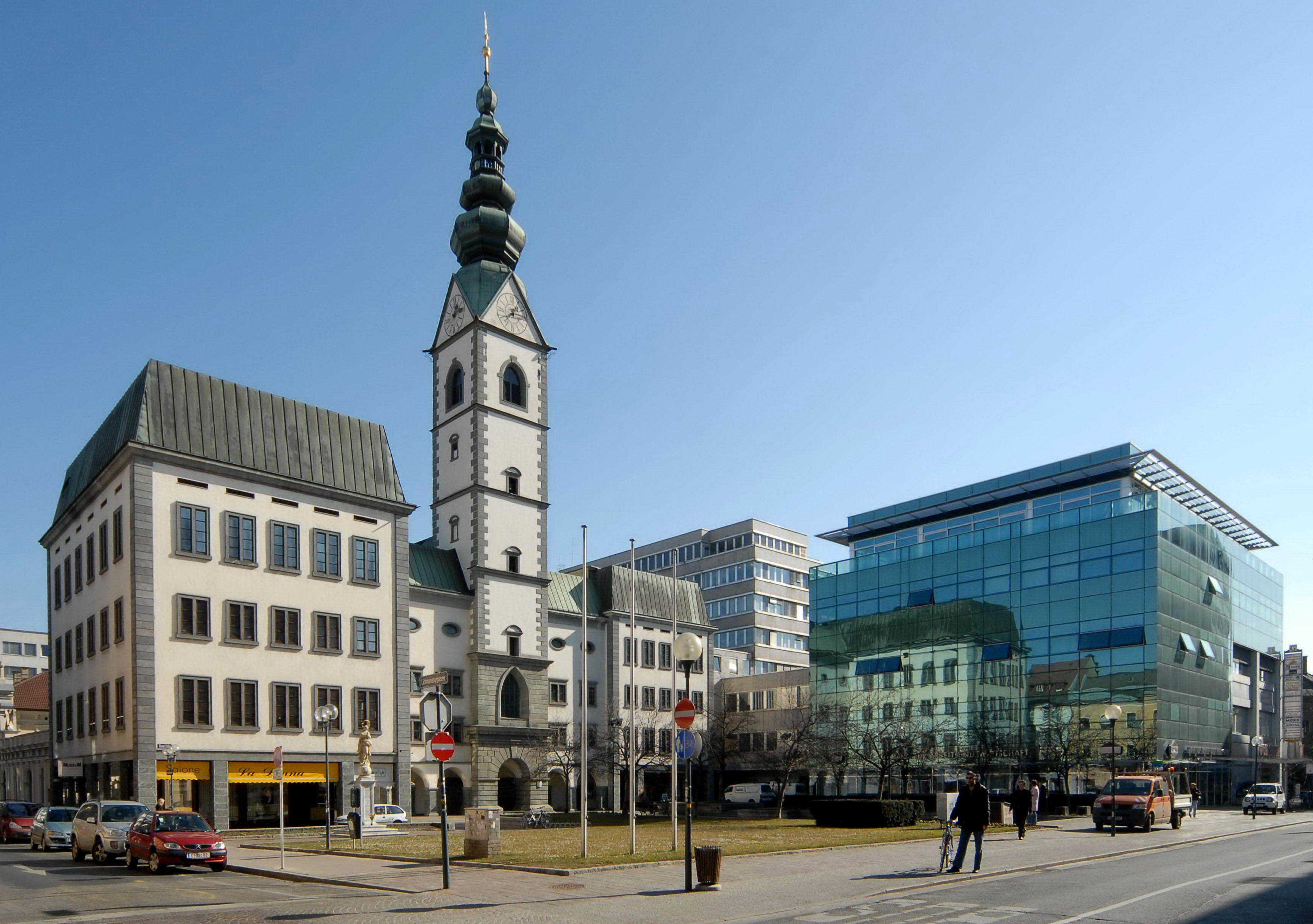
Собор святых Петра и Павла

 Епархия Гурка (лат. Dioecesis Gurcensis) — епархия Римско-католической церкви с центром в городе Клагенфурт, Австрия. Епархия Гурка входит в архиепархию Зальцбурга. Кафедральным собором епархии Гурка является собор святых Петра и Павла.

## История
6 марта 1071 года Святой Престол учредил епархию Гурка, выделив её из архиепархии Зальцбурга. Первоначально кафедра епархии находилась в городе Гурк. В настоящее время в Гурке находится сокафедральный собор Успения Пресвятой Девы Марии.
В 1787 году кафедра епархии Гурка была перенесена в город Клагенфурт.
На территории епархии проживает большое количество словенцев, поэтому словенский язык наряду с немецким используется во многих приходах епархии.

## Ординарии епархии
- Гюнтер фон Краппфельд (1072—1090);
- Бертольд фон Цельтшах (1090—1106);
- Хильтебольд (1106—1131);
- Роман I (1131—1167);
- Генрих I (1167—1174);
- Роман II фон Лейбниц (1174—1179);
- Герман фон Ортенбург (1179—1180);
- Дитрих I фон Альбек (1180—1194);
- Вернхер (1194—1195);
- Эккехард (1196—1200);
- Вальтер фон Вац (1200—1213);
- Отто I (1214) (vescovo eletto);
- Генрих II фон Петтау (1214—1217);
- Ульшальк (1217—1220);
- Ульрих I фон Ортенбург (1220—1231);
- Пауль I (1231—1250);
- Ульрих II фон Ортенбург (1250—1253);
- Дитрих II фон Марбург (1253—1278);
- Иоганн I фон Эннсталь (1279—1281);
- Конрад I фон Луппург (1282) (vescovo eletto);
- Хартнид фон Лихтенштейн-Оффенберг (1283—1298);
- Генрих III фон Хельфенберг (1298—1326);
- Герольд фон Фризах (1326—1333);
- Лоренц I фон Брунне (1334—1337);
- Конрад II фон Зальмансвайлер (1337—1344);
- Ульрих III фон Вильдхаус (1345—1351);
- Пауль II фон Егерндорф (1352—1359);
- Иоганн II фон Плацхайм-Ленцбург (1359—1363);
- Иоганн III фон Тёкхайм (1364—1376);
- Иоганн IV фон Майрхофен (1376—1402);
- Конрад III фон Хебенстрайт (1402—1411);
- Эрнст Ауэр фон Херренкирхен (1411—1432);
- Иоганн V Шаллерман (1433—1453);
  - Лоренц II фон Лихтенберг (1432—1436) антиепископ;
- Ульрих IV Зонненбергер (1453—1469);
- Сикстус фон Таннберг (23.04.1470 — 17.07.1495);
- Лоренц III фон Фрайберг (1472—1487);
- Георг Кольбергер (1490);
- Раймунд Перауди (1495—1505);
- Маттеус Ланг фон Велленбург (5.10.1505 — 11.03.1522);
- Иеронимус I Бальби (1522—1526);
- Антониус Саламанка-Ойос (25.06.1526 — 1550);
- Иоганн VI фон Шёнбург (1552—1555);
- Урбан Загштеттер (3.06.1556 — 13.10.1573);
- Кристоф Андреас фон Шпаур (1574—1603);
- Иоганн VII Якоб фон Ламберг (1603—1630);
- Франц I фон Лодрон (5.03.1644 — 30.11.1652);
- Сигизмунд Франц Австрийский (2.11.1653 — 28.05.1665);
- Венцеслаус фон Тун (10.08.1665 — 8.01.1673);
- Поликарп Вильгельм фон Кюнбург (24.02.1674 — 15.07.1675);
- кардинал Иоганн VIII фон Гоэс (5.10.1675 — 19.10.1696);
- Отто II де ла Бурд (12.01.1697 — 24.12.1708);
- Якоб Максимилиан фон Tун-унд-Гогенштейн (30.08.1709 — 16.09.1741);
- Иосиф I Мария фон Тун-унд-Гогенштейн (7.10.1741 — 29.03.1762);
- Иероним фон Коллеродо фон Валльзе-унд-Мельс (19.12.1761 — 14.03.1772);
- Йозеф Франц Антон фон Ауэршперг (31 января 1773 — 25 июня 1784);
- Франц Ксавер фон Зальм-Райффершайдт-Краутхайм (25 июня 1784 — 19 апреля 1822);
  - вакантно (1822—1824);
- Якоб Перегрин Паулич (9.02.1824 — 5.01.1827);
- Георг Майер (14.10.1827 — 22.03.1840);
- Франц Антон Гиндль (23.01.1841 — 24.10.1841);
- Адальберт Лидмански (13.03.1842 — 23.07.1858);
- Валентин Вири (30.10.1858 — 29.12.1880);
- Петер Фундер (30.03.1881 — 1.10.1886);
- Йозеф Кан (10.02.1887 — 28.10.1910);
- Бальтазар Кальтнер (3.11.1910 — 2.04.1914);
- Адам Хефтер (26.12.1914 — 4.05.1939);
  - вакантно (1939—1945);
- Йозеф Кёстнер (25.06.1945 — 25.04.1981);
- Эгон Капеллари (7.12.1981 — 14.03.2001);
- Алоис Шварц (22.05.2001 — 17.05.2018 — назначен епископом Санкт-Пёльтена);
  - Вернер Фрайштеттер (28.06.2019 — 3.12.2019 — апостольский администратор);
- Йозеф Маркетц (3.12.2019 — по настоящее время).

## Источник
- Annuario Pontificio, Libreria Editrice Vaticana, Città del Vaticano, 2003, ISBN 88-209-7422-3